# نخل دوم
نخل دوُم گونه‌ای از درخت نخل است که در مصر می‌روید و بومی کرانه‌های رود نیل است.
میوه آن بیضی‌شکل و خوردنی است. از برگ‌ها و الیاف آن در مصر سبد می‌بافند.
چای دوم در مصر محبوبیت دارد و مردم معتقدند که برای رفع فشار خون بالا سودمند است.
مصریان باستان این گیاه را مقدس می‌دانستند و دانه‌های آن در گورهای آن‌ها یافت شده‌است. در سپتامبر ۲۰۰۷ یک گروه از باستان‌شناسان مصری به سرپرستی زاهی حواس ۱۸ سبد سه هزارساله را از گور توت‌اَنخ‌آمون کشف کردند که از میوه نخل دوم بافته شده‌بود.

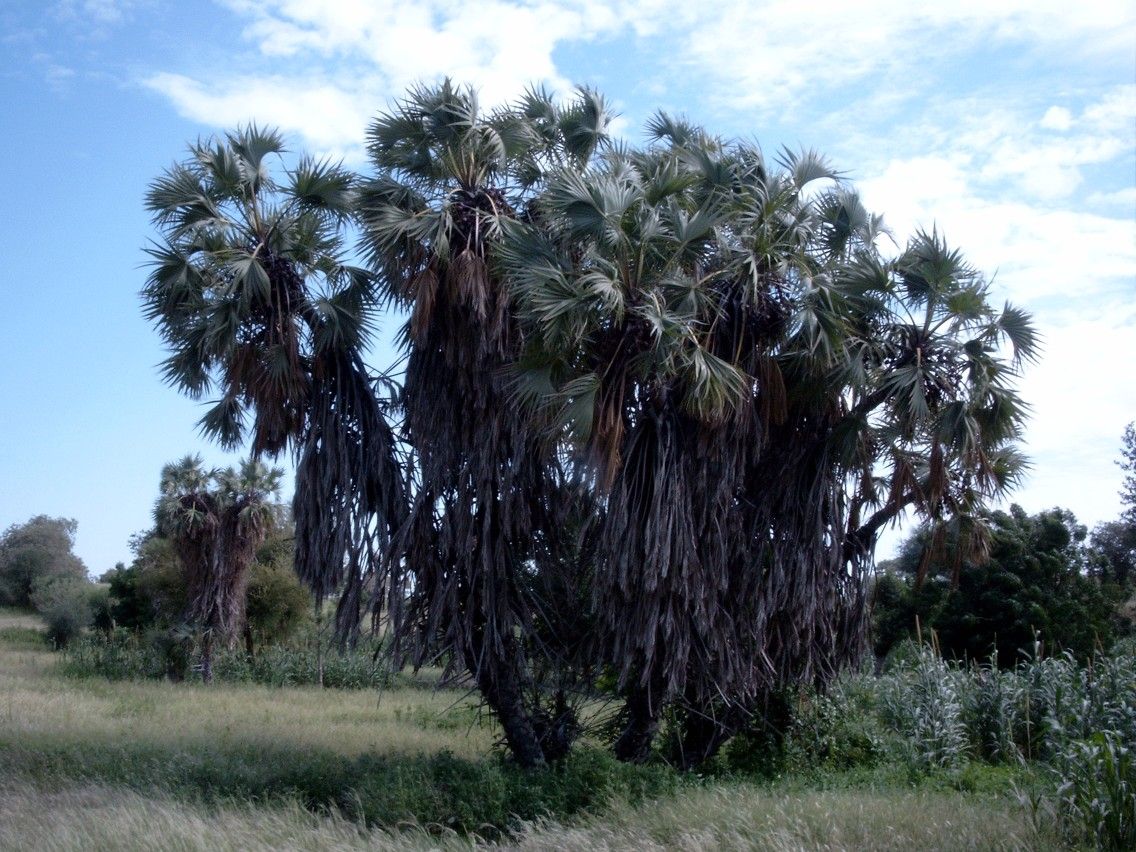
نخل دوم.